# 查特波斯特 (喬治亞州)
森特波斯特（英語：Center Post）是位於美國喬治亞州沃克縣的一個非建制地區。該地的面積和人口皆未知。

## 地理
森特波斯特的座標為34°36′29″N 85°21′11″W / 34.60806°N 85.35306°W，而該地的平均海拔高度為218米（即715英尺）。